# 제46회 애니상
제46회 애니상은 2019년 2월 2일에 열린 시상식이다.

## 수상 및 후보

### 최우수 장편 애니메이션
- 스파이더맨: 뉴 유니버스 - 밥 퍼시케티 외 2명 수상
- 얼리맨 - 닉 파크
- 인크레더블 2 - 브래드 버드
- 개들의 섬 - 웨스 앤더슨
- 주먹왕 랄프 2: 인터넷 속으로 - 필 존스턴 외 1명

### 최우수 독립 장편 애니메이션
- 미래의 미라이 - 호소다 마모루 수상
- 멋진 케이크! - 에마 데 스와프 외 1명
- 무타푸카즈 - 니시미 쇼지로우 외 1명
- 루벤 브란트, 콜렉터 - 밀로라드 크르스틱
- 티토와 새 - 구스타보 스타인버그 외 2명

### 최우수 단편 애니메이션
- 위켄즈 - 트레버 히메누스 수상
- 할아버지는 바다코끼리 - 루크레시아 안드레아
- 로스트 앤 파운드 - 앤드류 골드스미스 외 1명
- 솔라 워크 - 레카 부시
- 언트래블 - 애나 네델코빅 외 1명

### 최우수 프로덕션
- 메리 포핀스 리턴즈 - 롭 마샬 수상
- 백 투 더 문 - 엘렌 르후 외 1명
- 디 엠퍼러스 뉴이스트 클로즈 - 시몬 윌체스 카스트로
- 더 하이웨이 랫 - 제런 제스퍼트

### 최우수 VR
- 크로우: 더 레전드 - 챕터 1 - 에릭 다넬 수상
- 에이지 오브 세일 - 존 커스
- 배틀스카 - 마틴 알라이스 외 1명
- 마인드 팔라스 - 칼 크라우제 외 1명
- Moss - Polyarc

### 최우수 TV광고
- Greenpeace 'There's a Rang-Tan In My Bedroom' - Passion Animation Studios 수상
- Goldfish at the Fair - Stoopid Buddy Stoodios
- Grinch / 40 / Olympics Spot - Illumination
- JD.com, 'Joy and Heron' - Passion Pictures
- The Fearless Are Here - Nexus Studios

### 최우수 애니메이션 효과상
- 주먹왕 랄프 2: 인터넷 속으로 - 세자르 벨라스케즈 외 4명 수상
- 얼리맨 - 하워드 존스 외 4명
- 몬스터 호텔 3 - 패트릭 위팅 외 4명
- 인크레더블 2 - 제이슨 존스턴 외 4명
- 넥스트 젠 - 소 이시가키 외 1명

### TV 프로덕션 유아부문 최우수상
- Ask the StoryBots - JibJab Bros. Studios for Netflix 수상
- Dinotrux: Supercharged - DreamWorks Animation Television
- Hey Duggee - Studio AKA
- PJ Masks - Frog Box Entertainment One
- Tumble Leaf - Amazon Studios and Bix Pix Entertainment

### TV 프로덕션 어린이부문 최우수상
- Hilda - Hilda Productions Limited, a Silvergate Media Company, Netflix Inc. and Mercury Filmworks 수상
- Kung Fu Panda: The Paws of Destiny - DreamWorks Animation Television
- Little Big Awesome - Amazon Studios
- Rise of the Teenage Mutant Ninja Turtles - Nickelodeon Animation Studio
- Tales of Arcadia: Trollhunters - DreamWorks Animation Television

### TV 프로덕션 최우수상
- 보잭 호스맨 - Tornante Productions, LLC for Netflix 수상
- 빅 마우스 - Netflix
- 밥스 버거스 - 20th Century FOX Television/Bento Box Entertainment
- Human Kind Of - Cartuna, Facebook Watch
- 벤처 브라더스 - Adult Swim / Titmouse, Inc.

### 최우수 학생 애니메이션
- 베스트 프렌드 - 줄리아나 데 루카 외 4명 수상
- 어 블링크 오브 언 아이 - 키아나 나그시네
- 페이싱 잇 - 샘 게인스보로
- 호스 피스트 - 레오 브루넬 외 3명
- 여동생 - 스치 송

### TV 프로덕션: 애니메이션 효과상
- Tales of Arcadia: Trollhunters - David M.V. Jones 외 2명 수상
- DreamWorks Theatre Presents Kung Fu Panda - Zach Glynn 외 4명
- Rise of the Teenage Mutant Ninja Turtles - Jeffrey Lai
- SuperMansion - Mike Spitzmiller 외 4명
- Watership Down - Philip Child 외 1명

### TV 애니메이션: 캐릭터 애니메이션상
- Hilda - Scott Lewis 수상
- 에이지 오브 세일 - 시칸드 스리니바스
- 백 투 더 문 - 루카스 비그록스
- Rapunzel's Tangled Adventure - Juliane Martin
- Tumble Leaf - 단 맥켄지

### 장편 애니메이션: 캐릭터 애니메이션상
- 스파이더맨: 뉴 유니버스 - 데이비드 한 수상
- 얼리맨 - 로리 시치아
- 인크레더블 2 - 랜스 피트
- 개들의 섬 - 제이슨 스탈맨
- 주먹왕 랄프 2: 인터넷 속으로 - 비토르 빌렐라

### 실사 촬영: 캐릭터 애니메이션상
- 메리 포핀스 리턴즈 - 크리스 소브 외 2명 수상
- 어벤져스: 인피니티 워 - 폴 스토리 외 4명
- 곰돌이 푸 다시 만나 행복해 - 아르슬란 엘버 외 4명
- 패딩턴 2 - 파블로 그릴로 외 4명
- 호두까기 인형과 4개의 왕국 - 알리슨 오르 외 4명

### 비디오 게임: 캐릭터 애니메이션상
- GRIS - Adrian Miguel 외 1명 수상
- God of War - Erica Pinto 외 3명
- Marvel's Spider-Man - Bobby Coddington
- Moss - Richard Lico
- Shadow of The Tomb Raider - 데이비드 휴버트 외 4명

### TV 애니메이션: 캐릭터 디자인상
- Rapunzel's Tangled Adventure - Amanda Jolly 수상
- 에이지 오브 세일 - 브루노 맨교쿠
- 니코 앤 더 스워드 오브 라이트 - Jim Bryson
- The Adventures of Rocky and Bullwinkle - Chris Mitchell
- The Adventures of Rocky and Bullwinkle - Keiko Murayama

### 장편 애니메이션: 캐릭터 디자인상
- 스파이더맨: 뉴 유니버스 - 김시윤 수상
- 인크레더블 2 - 맷 놀테
- 메리 포핀스 리턴즈 - 제임스 우즈
- 넥스트 젠 - 마르셀린 탱구이
- 주먹왕 랄프 2: 인터넷 속으로 - 아미 톰슨

### TV 애니메이션: 감독상
- Disney Mickey Mouse - Eddie Trigueros 수상
- Ask the StoryBots - Evan Spiridellis
- 니코 앤 더 스워드 오브 라이트 - 안성진
- SuperMansion - Nick Simotas
- Tales of Arcadia: 3Below - 기예르모 델 토로 외 1명

### 장편 애니메이션: 감독상
- 스파이더맨: 뉴 유니버스 - 밥 퍼시케티 외 2명 수상
- 얼리맨 - 닉 파크
- 몬스터 호텔 3 - 젠디 타타코브스키
- 인크레더블 2 - 브래드 버드
- 주먹왕 랄프 2: 인터넷 속으로 - 필 존스턴 외 1명

### TV 애니메이션: 음악상
- Disney Mickey Mouse - 크리스토퍼 윌리스 수상
- 백 투 더 문 - 매튜 알바도
- 엘레나 오브 아발로어 - 토니 모라레스 외 4명
- 탱글드: 더 시리즈 - 알란 멘켄 외 2명
- The Tom and Jerry Show - Vivek Maddala

### 장편 애니메이션: 음악상
- 인크레더블 2 - 마이클 지아치노 수상
- 그린치 - 대니 엘프만 외 2명
- 얼리맨 - 해리 그렉슨 윌리엄스 외 1명
- 주먹왕 랄프 2: 인터넷 속으로 - 헨리 잭맨 외 4명
- 스몰풋 - 헤이터 페레이라

### TV 애니메이션: 미술상
- 에이지 오브 세일 - 셀린느 데루모스 수상
- Disney Mickey Mouse - Justin Martin
- Little Big Awesome - Antonio Canobbio 외 3명
- 니코 앤 더 스워드 오브 라이트 - Antonio Canobbio 외 4명
- The Adventures of Rocky and Bullwinkle - Chris Mitchell 외 4명

### 장편 애니메이션: 미술상
- 스파이더맨: 뉴 유니버스 - 저스틴 톰슨 수상
- 얼리맨 - 맷 페리 외 1명
- 몬스터 호텔 3 - 스캇 윌스
- 개들의 섬 - 애덤 스톡하우젠 외 1명
- 메리 포핀스 리턴즈 - 제프 터리

### TV 애니메이션: 스토리보딩상
- Disney Mickey Mouse - Alonso Ramirez Ramos 수상
- Ben 10 - Will Patrick
- Big Hero 6: The Series - Trey Buongiorno
- Rise of the Teenage Mutant Ninja Turtles - Kevin Molina-Ortiz
- Star vs. The Forces of Evil - 사브리나 코투그노

### 장편 애니메이션: 스토리보딩상
- 인크레더블 2 - 딘 켈리 수상
- 그린치 - 하비브 루아티
- 인크레더블 2 - 바비 루비오
- 메리 포핀스 리턴즈 - 오비 네델쿠
- 주먹왕 랄프 2: 인터넷 속으로 - 마이클 헤레라

### TV 애니메이션: 성우상
- 보잭 호스맨 - 윌 아넷
- 그때 그시절 패밀리 - 데비 데리베리
- Pete the Cat - Juliet Donenfeld
- Skylanders Academy - 패트릭 워버튼
- Unikitty - 타라 스트롱

### 장편 애니메이션: 성우상
- 개들의 섬 - 브라이언 크랜스톤 수상
- 얼리맨 - 에디 레드메인
- 인크레더블 2 - 홀리 헌터
- 넥스트 젠 - 샤린 이
- 주먹왕 랄프 2: 인터넷 속으로 - 사라 실버맨

### TV 애니메이션: 각본상
- Hilda - 스테파니 심슨 수상
- Big Mouth - Emily Altman
- Craig of the Creek - Matt Burnett 외 4명
- Star vs. The Forces of Evil - 도미닉 비시그나노 외 4명
- We Bare Bears - Mikey Helle 외 2명

### 장편 애니메이션: 각본상
- 스파이더맨: 뉴 유니버스 - 필 로드 수상
- 인크레더블 2 - 브래드 버드
- 미래의 미라이 - 호소다 마모루
- 주먹왕 랄프 2: 인터넷 속으로 - 필 존스턴 외 1명
- 틴 타이탄 고! 투 더 무비 - 마이클 제레닉

### TV 애니메이션: 편집상
- Big Hero 6: The Series - Charles Jones 외 4명 수상
- Puppy Dog Pals - Adam Rickabus
- SpongeBob Square Pants - 크리스토퍼 힝크 외 3명
- Tales of Arcadia: 3Below - 존 로스 외 1명
- The Epic Tales of Captain Underpants - 애덤 스미스 외 3명

### 장편 애니메이션: 편집상
- 스파이더맨: 뉴 유니버스 - 앤드류 레비톤 외 2명 수상
- 그린치 - 크리스 카르타헤나
- 인크레더블 2 - 스티븐 샤퍼 외 3명
- 주먹왕 랄프 2: 인터넷 속으로 - 제레미 밀턴
- 루벤 브란트, 콜렉터 - 밀로라드 크르스틱 외 3명